# 跛腳美國
《跛腳美國：如何讓美國再次偉大》（英語：Crippled America: How to Make America Great Again）是美國第45任總統與商人唐納·川普在2015年寫的一本書籍。本書的內容與川普競選美國總統相關，川普通過此書解釋他為何要參選總統。
2015年11月3日，川普在川普大廈正式召開新書發布會，發表這本書。
根據英國《每日郵報》報導，本書的所得款項將捐給慈善機構。

## 內容
書中川普描述了他對非法移民的觀點，表示大多數移民是為了改善自己與家人的生活而移民到美國。他也表示，雖然他以前是民主黨人士，他始終保持保守主義價值觀。川普向讀者解釋，雖然他以前像大多數民主黨人士一樣支持過单一付款人保健，他曾經改變了他的觀點，因為“比如說，它在蘇格蘭實現得非常成功，但是在美國也許以前有效，但是現在就不一樣。”川普也在本書中表示，由於伊拉克戰爭給美國帶來了潛在的破壞力，他曾經反對伊拉克戰爭。他也在書中提到，他父親曾經交給他一百萬美元貸款，而銀行也會交給他一個類似的貸款。